# Wolfgang Wagner (Politiker, 1834)
Wolfgang Wagner (* 15. November 1834 in Glonn; † 6. Februar 1902 ebenda) war ein deutscher Politiker und Posthalter. Er war Mitglied des Deutschen Reichstags.

## Leben
Wagner besuchte die Volksschule und war Gastwirt und Posthalter in Glonn. Ab 1865 war er Mitglied des Distriktsrats. Besonders verdient machte er sich um seine Heimatgemeinde durch sein Werben für die Lokalbahn Grafing–Glonn.
Von 1881 bis 1892 war er Mitglied der Bayerischen Kammer der Abgeordneten und von 1884 bis 1893 war er Mitglied des Deutschen Reichstags für den Reichstagswahlkreis Oberbayern 7 (Rosenheim, Ebersberg, Miesbach, Tölz) und die Deutsche Zentrumspartei.
Wolfgang Wagner wird auch als Wolfgang Wagner senior bezeichnet, da sein gleichnamiger Sohn Landtagsabgeordneter von 1907 bis 1912 war.